# Секретный агент Макгайвер
«Секре́тный аге́нт Макга́йвер» (англ. MacGyver) — американский приключенческий телесериал, созданный Ли Дэвидом Злотовым, с Ричардом Дином Андерсеном в главной роли секретного агента Ангуса Макгайвера. Сериал транслировался на американском телеканале ABC и других зарубежных каналах с 1985 по 1992 год, за это время было показано 7 сезонов. Сезоны 1, 2 и 7 снимались в Лос-Анджелесе (США), съёмки остальных сезонов проходили в Ванкувере (Канада).
Сериал был популярен в США и приобрёл преданных поклонников. В продолжение сериала в 1994 году на телеканале ABC вышли два полнометражных телевизионных фильма: «МакГайвер: Потерянное сокровище Атлантиды» и «МакГайвер: Путь к концу света». Оба фильма были сняты в Европе, а Ричард Дин Андерсон выступал также в качестве исполнительного продюсера. В 2003 году планировался к запуску спин-офф телесериал «Молодой МакГайвер» (англ. «Young MacGyver»), но проект закрылся сразу после выпуска пилотного эпизода. 23 сентября 2016 году на американском телеканале CBS состоялась премьера ремейка телесериала, выпущенного в оригинале под тем же названием.

## Сюжет
Сериал рассказывает о приключениях секретного агента Ангуса Макгайвера (Ричард Дин Андерсон), который работает «чистильщиком» в вымышленной организации «Феникс», расположенной в Лос-Анджелесе, и в вымышленном правительственном агентстве США — Департаменте внешних служб (англ. DXS). Из биографии МакГайвера известно, что он получил научное физическое образование и во время войны во Вьетнаме служил в Силах специального назначения Армии США в качестве технического специалиста по обезвреживанию взрывоопасных боеприпасов. Находчивый и обладающий энциклопедическими знаниями в области физики, Макгайвер решает сложные проблемы при помощи обычных предметов, а также швейцарского армейского ножа и клейкой ленты, которые он всегда носит с собой. Макгайвер предпочитает не использовать оружие из-за тяжёлого воспоминания детства об игре с револьвером, которая привела к смерти человека — его друга Джесси.

## Персонажи
Ангиус Макгайвер «Мак» (Ричард Дин Андерсон) — очень умный, оптимистичный герой действия, из тех кто предпочитает мирное разрешение конфликтов там, где это возможно. Он отказывается от выполнения заданий или использования пистолета из-за тяжелого воспоминания детства об игре с револьвером, которая привела к смерти человека — его друга Джесси (правда, в самой первой серии отчетливо видно, как Макгайвер стреляет по советским солдатам из автомата АК-47). Его оружие — это смекалка и знания из области физики, химии, биологии и немного психологии. Единственный его верный «напарник» — швейцарский армейский ножик. МакГайвер использует подручные средства, чтобы выбираться из экстремальных ситуаций: может обезвредить скрепкой ракету «земля-воздух», приготовить взрывчатку из садовых удобрений, сделать скафандр из расплавленного садового шланга, смастерить детектор лжи из будильника и прибора для измерения давления, или создать бомбу из зубочисток.
Однако (помимо этого неординарного таланта) Макгайвер привлекает своей человечностью и стремлением помочь едва знакомым людям. Макгайвер оказывается втянутым в водоворот опасных событий из благих побуждений. Каждый эпизод — это захватывающая история, изобилующая феерическими сюжетными выдумками. МакГайвер — человек с уникальными способностями, без определённой профессии («моя профессия… бродяга!» — ответил МакГайвер в одной из серий), который путешествует по миру, бескорыстно помогая едва знакомым людям и попадая в экстремальные ситуации. И чем сложнее эта экстремальная ситуация, тем интереснее и достойней будет выход из неё.
Пит Торнтон (Дана Элкар) — босс и лучший друг Макгайвера. Когда Пит занимает должность директора по операциям на Phoenix Foundation несколько лет спустя, он приводит МакГайвера в программу. В список его основных занятий можно включить освобождение Мака из тюрем и других передряг, в которые тот попадает. У Пита есть сын по имени Майкл.
Джек Долтон (Брюс МакГилл) — друг Мака, идейный, но слегка невезучий аферист. Впервые появляется во 2-м сезоне. Постоянно впутывает Мака в свои авантюры, которые изначально обречены на провал, например, найти затонувшие сокровища в Бермудском треугольнике. Постоянно врёт, из-за чего у него дёргается левый глаз. Пит откровенно недолюбливает Джека.
Мёрдок (Майкл Де Барр) — маньяк-психопат, появляется в нескольких сериях. Умеет кардинально менять голос и внешность. Очень живучий: выживает в любой ситуации (например, при обрушении дома).

## Сезоны
| Сезон               | Количество эпизодов | Дата выхода первого эпизода | Дата выхода заключительного эпизода |
| ------------------- | ------------------- | --------------------------- | ----------------------------------- |
| 1                   | 22                  | 29 сентября 1985            | 7 мая 1986                          |
| 2                   | 22                  | 22 сентября 1986            | 4 мая 1987                          |
| 3                   | 20                  | 21 сентября 1987            | 9 мая 1988                          |
| 4                   | 19                  | 31 октября 1988             | 15 мая 1989                         |
| 5                   | 21                  | 18 сентября 1989            | 30 апреля 1990                      |
| 6                   | 21                  | 17 сентября 1990            | 6 мая 1991                          |
| 7                   | 14                  | 16 сентября 1991            | 21 мая 1992                         |
| Сокровище Атлантиды | Сокровище Атлантиды | 14 мая 1994                 | 14 мая 1994                         |
| Путь к концу света  | Путь к концу света  | 24 ноября 1994              | 24 ноября 1994                      |